# Чериньяле
Чериньяле (італ. Cerignale) — муніципалітет в Італії, у регіоні Емілія-Романья,  провінція П'яченца.
Чериньяле розташоване на відстані близько 410 км на північний захід від Рима, 160 км на захід від Болоньї, 50 км на південний захід від П'яченци.
Населення — 137 осіб (2014).
Щорічний фестиваль відбувається 10 серпня. Покровитель — святий мученик Лаврентій.

## Демографія
Населення за роками:

Станом на 1 січня 2023 року в муніципалітеті офіційно проживали 4 іноземці з 4 країн, серед них 1 громадянин України.

## Сусідні муніципалітети
- Бралло-ді-Прегола
- Корте-Бруньятелла
- Феррієре
- Оттоне
- Церба